# 판아우벌 정리

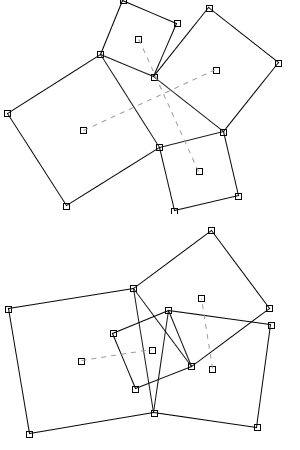
판아우벌 정리는 사각형에도 응용할 수 있다.

판아우벌 정리는 네덜란드 수학자 헨리퀴스 휘베르튀스 판아우벌(Henricus Hubertus van Aubel)의 이름이 붙은 정리이다.

## 공식화

판아우벌 정리

삼각형 ABC (△ABC)의 각 꼭짓점에서 삼각형 ABC 내부의 임의의 한 점 P와 만나는 세개의 직선 AP, BP, CP가 각각 선분 BC, CA, AB와 만나는 점을 {\displaystyle A_{1}}, {\displaystyle B_{1}}, {\displaystyle C_{1}}이라고 할 때 ({\displaystyle A_{1}\in {\overline {BC}}}, {\displaystyle B_{1}\in {\overline {AC}}}, {\displaystyle C_{1}\in {\overline {AB}}})
다음과 같은 식이 성립하는데,
{\displaystyle {\frac {AP}{PA_{1}}}={\frac {AC_{1}}{C_{1}B}}+{\frac {AB_{1}}{B_{1}C}}}
이를 판아우벌 정리라고 한다.

## 증명 Ⅰ
{\displaystyle P_{\triangle XYZ}}는 삼각형 {\displaystyle XYZ}의 면적을 뜻한다.
삼각형 {\displaystyle ABC}와 삼각형 {\displaystyle PBC}는 동일한 선분 {\displaystyle BC}를 밑변으로 가지고 있으므로 높이(선분)의 비율은 면적의 비율과 동일하다. 따라서
{\displaystyle {\frac {AA_{1}}{PA_{1}}}={\frac {P_{\triangle ABC}}{P_{\triangle BCP}}}}가 성립하는데
이것은
{\displaystyle {\frac {AP}{PA_{1}}}={\frac {P_{\triangle APC}+P_{\triangle APB}}{P_{\triangle BCP}}}}을 내포한다.
또 삼각형 {\displaystyle ACC_{1}}과 삼각형 {\displaystyle BCC_{1}}을 보면 두 삼각형은 동일한 선분 {\displaystyle CC_{1}}을 같은 높이로 가지고 있으므로 밑변(선분)의 비율은 면적의 비율과 동일하다. 따라서
{\displaystyle {\frac {AC_{1}}{C_{1}B}}={\frac {P_{\triangle ACC_{1}}}{P_{\triangle BCC_{1}}}}}가 성립한다.
위와 동일한 방법으로
{\displaystyle {\frac {AC_{1}}{C_{1}B}}={\frac {P_{\triangle AC_{1}P}}{P_{\triangle BC_{1}P}}}}을 얻을 수 있다.
따라서
{\displaystyle {\frac {AC_{1}}{C_{1}B}}={\frac {P_{\triangle ACP}+P_{\triangle AC_{1}P}}{P_{\triangle BCP}+P_{\triangle BC_{1}P}}}={\frac {P_{\triangle AC_{1}P}}{P_{\triangle BC_{1}P}}}}
위 식을 정리하면,
(i)   {\displaystyle {\frac {AC_{1}}{C_{1}B}}={\frac {P_{\triangle ACP}}{P_{\triangle BCP}}}}
이와 같은 방법으로 동일하게 구하면
(ii)  {\displaystyle {\frac {AB_{1}}{B_{1}C}}={\frac {P_{\triangle APB}}{P_{\triangle BCP}}}}
(i)식과 (ii)식을 각각 더하면
{\displaystyle {\frac {AB_{1}}{B_{1}C}}+{\frac {AC_{1}}{C_{1}B}}={\frac {P_{\triangle APC}+P_{\triangle APB}}{P_{\triangle BCP}}}={\frac {AP}{PA_{1}}}}
판아우벌 정리를 증명할 수 있다.

## 증명 Ⅱ
판아우벌 정리는 메넬라오스 정리와 체바 정리를 이용하여 증명할 수 있다.
삼각형 {\displaystyle ABA_{1}}과 직선 {\displaystyle CC_{1}}에 대해서 메넬라오스 정리가 성립한다.
{\displaystyle {\frac {AC_{1}}{C_{1}B}}\cdot {\frac {BC}{CA_{1}}}\cdot {\frac {A_{1}P}{PA}}=1}
이 식을 변형하면,
{\displaystyle {\frac {PA}{A_{1}P}}={\frac {AC_{1}}{C_{1}B}}\cdot {\frac {BC}{CA_{1}}}={\frac {AC_{1}}{C_{1}B}}\cdot {\frac {BA_{1}+CA_{1}}{CA_{1}}}={\frac {AC_{1}}{C_{1}B}}\cdot ({\frac {BA_{1}}{CA_{1}}}+{\frac {CA_{1}}{CA_{1}}})}
따라서,
(i) {\displaystyle {\frac {PA}{A_{1}P}}={\frac {AC_{1}}{C_{1}B}}\cdot {\frac {BA_{1}}{CA_{1}}}+{\frac {AC_{1}}{C_{1}B}}}
삼각형 {\displaystyle ABC}에서 체바 정리가 성립한다.
{\displaystyle {\frac {AC_{1}}{C_{1}B}}\cdot {\frac {BA_{1}}{A_{1}C}}\cdot {\frac {CB_{1}}{B_{1}A}}=1}
따라서,
(ii) {\displaystyle {\frac {B_{1}A}{CB_{1}}}={\frac {AC_{1}}{C_{1}B}}\cdot {\frac {BA_{1}}{A_{1}C}}}
(ii)식을 (i)식에 대입하면
{\displaystyle {\frac {PA}{A_{1}P}}={\frac {B_{1}A}{CB_{1}}}+{\frac {AC_{1}}{C_{1}B}}}

## 증명 Ⅲ
판아우벌 정리는 삼각함수를 이용하여 증명할 수 있다.

## 같이 보기
- 다 빈치
- 피카소

## 참고
1. ↑  “Theorem of Ceva, Menelaus and Van Aubel” (PDF). 2009년 9월 2일에 원본 문서 (PDF)에서 보존된 문서. 2010년 1월 24일에 확인함.